# میرزا هاشم اکبریان
پهلوان میرزا هاشم اکبریان (۱ ژانویهٔ ۱۸۹۷ – ۱ ژانویهٔ ۱۹۷۱) کشتی‌گیر ورزش زورخانه‌ای اهل ایران بود.

## اوایل زندگی
اکبریان در محل چهارسوق علیقلی آقا در اصفهان زاده شد. او که فرزند ارشد میرزا اکبر بود، پدرش را در سن هفت سالگی از دست داد و مجبور شد به عنوان شاگرد نجار برای حمایت از مادرش، خواهرش و سه برادرش کار کند. هنگامی که در سن حدود ۲۰ سالگی در زورخانه چهارسوق علیقلی آقا شروع به تمرین کشتی کرد، او یک نجار ماهر جوان بود که مغازه خود را داشت.
او در طی ده سال، با تمرینات سخت و ممارست در فنون کشتی پهلوانی، مدارج ترقی را طی کرد و پس از پیروزی بر تمام رقیبان خود در زورخانه محل و دیگر زورخانه‌های شهر، به درجه پهلوانی نائل آمد. مسابقات کشتی در آن زمان، یا با قرار قبلی یا به‌صورت سرزده در جلسات تمرین صبح‌های جمعه زورخانه‌ها برگزار می‌شد.

## تأسیس زورخانه شخصی

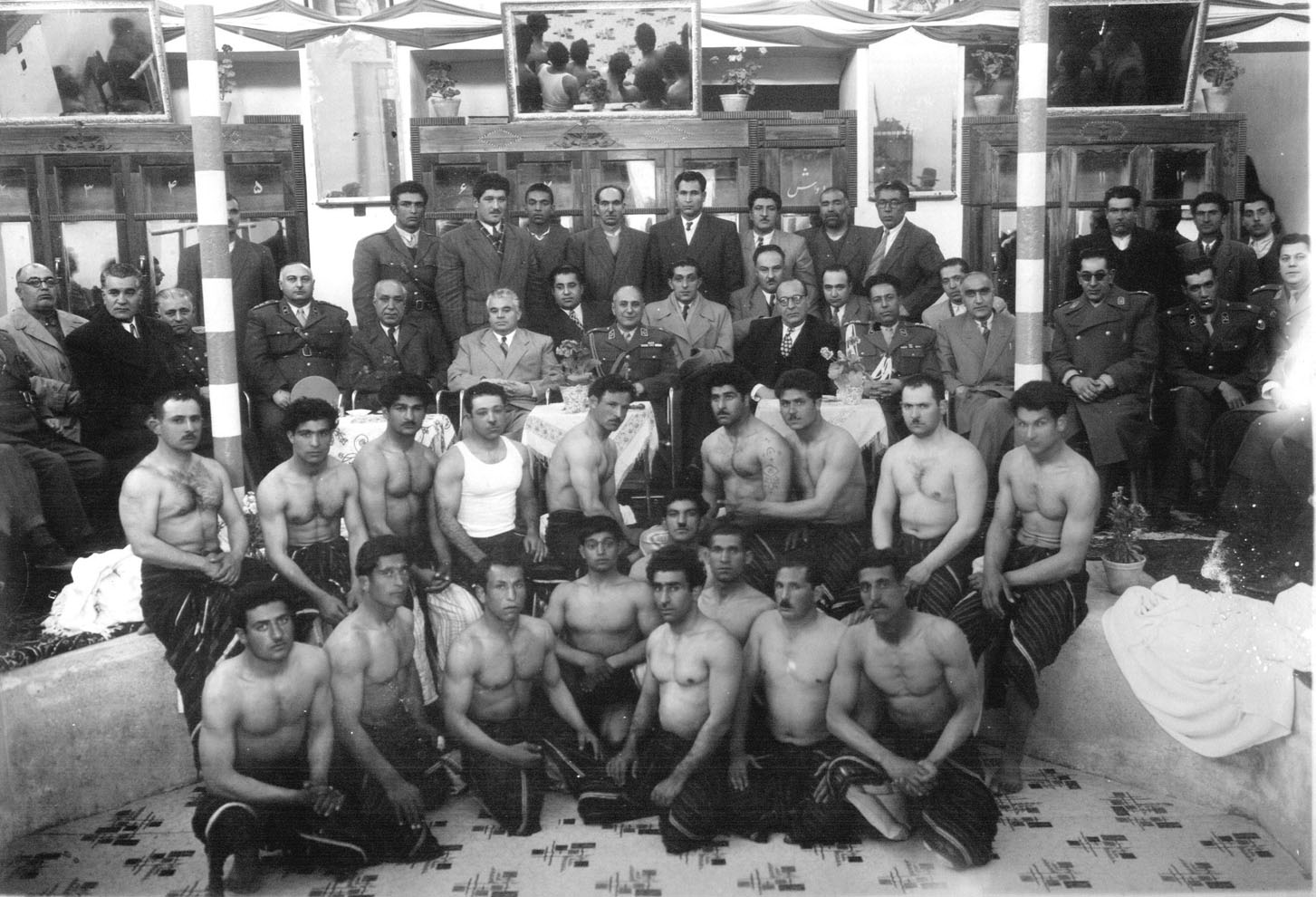
زورخانه «چ‍هار فصل» و مهمانان آن.

به دلیل تعدد مسابقات نفس‌گیر و درخواست‌های دیگر پهلوانان برای داشتن باشگاهی بزرگ‌تر و مجهزتر، هاشم در سال ۱۹۳۹ تصمیم به تأسیس زورخانه شخصی خود گرفت. این زورخانه که «چهار فصل» نام گرفت، در خیابان چهارباغ اصفهان بنا شد و هدف آن پرورش ورزشکاران جوان و علاقه‌مند به کشتی پهلوانی در محیطی منظم و حرفه‌ای بود. زورخانه چهار فصل خیلی زود به محلی برای حضور مسئولان دولتی و بزرگان شهر تبدیل شد که برای تماشای نمایش‌های ورزشی و هنری و مسابقات کشتی به آنجا می‌آمدند. پهلوانان و ورزشکاران نامی از شهرهای مختلف نیز به اصفهان می‌آمدند تا در این زورخانه هنرنمایی کنند.
از جمله پهلوانان نامداری که در سفرهای خود به اصفهان به زورخانه هاشم می‌رفتند، می‌توان به پهلوان حاج حسام‌السلطان خوشنویس و پهلوان حاج رزاز اشاره کرد.

## فعالیت‌های اجتماعی
شخصیت جذاب و مردمی هاشم، او را در میان مردم و جامعه ورزشی محبوب و مورد احترام کرد. او علاوه بر مدیریت زورخانه و کارخانه مبلمان خود در بلوار چهارباغ، به فعالیت‌های خیریه و عام‌المنفعه نیز می‌پرداخت.

## روزهای پایانی
هاشم در سن ۶۰ سالگی دچار درد قفسه سینه شد و پزشکان تشخیص دادند که قلب او به دلیل تمرینات سنگین ورزشی، دو برابر اندازه طبیعی شده است. او پس از این اتفاق بازنشسته شد و دو سال بعد، در سال ۱۹۵۹، زورخانه چهار فصل را تعطیل کرد. بعدها مشخص شد که درد قفسه سینه او نه به خاطر ورزش زیاد، بلکه ناشی از مشکلات گوارشی بوده که از دوران جوانی با آن دست‌وپنجه نرم می‌کرده است. او در سن ۷۴ سالگی در سال ۱۹۷۱ بر اثر سکته مغزی درگذشت و از او هفت دختر و دو پسر به نام‌های رضا و محمد به یادگار ماندند.